# Liberalna homofobia
Liberalna homofobia – forma homofobii, polegająca na akceptacji homoseksualizmu i osób nieheteroseksualnych wyłącznie wówczas, gdy pozostają one ukryte.

## Definicja
Liberalna homofobia to praktyka oparta na wymuszaniu traktowania związków i seksualności osób homoseksualnych jedynie jako spraw prywatnych, z czym wiąże się akceptowanie wolności jednostki w tym zakresie jedynie, jeśli nie przejawia się to w sferze publicznej. Jednakże członkowie ruchu LGBT utrzymują, że orientacja seksualna jest z natury kwestią publiczną, ponieważ związki różnopłciowe nie muszą być ukrywane publicznie, w przeciwieństwie do związków jednopłciowych. 
Liberalna homofobia jest widoczna w wielu obszarach, w których homoseksualizm jest upubliczniany, na przykład podczas parad równości LGBT, kampanii uświadamiających w szkołach, podczas coming outów czy też w stosunku do osób, których zachowanie czy ubiór nie odpowiada ich płci biologicznej.
Autorzy tacy jak Alberto Mira i Daniel Borrillo uważają, że jest to rodzaj homofobii, którego cechą charakterystyczną jest podejście „tak, ale...”. Homoseksualizm jest tolerowany, pod warunkiem, że jest tłumiony; prawdziwie akceptowany jest jedynie heteroseksualizm. W związku z tym wszystko, co odbiega od uznawanych norm społecznych jest odrzucane, np. poprzez zarzucanie osobom LGBT+ bycia aktywistami dlatego, że nie ukrywają tego, kim są.